# 俞祿
俞祿（1437年—？），字從學，南直隸應天府六合縣民籍，浙江嚴州府遂安縣人，明朝政治人物。

## 生平
成化元年（1465年）乙酉科應天鄉試第八十六名舉人，五年（1469年）中式乙丑科會試第二十名，三甲第九十一名進士。

## 家族
曾祖俞清遠；祖父俞驥；父俞建。